# ماريوس باسيو
ماريوس أكيم باسيو (مواليد 1 مايو 1975 في ميدياس) هو لاعب روماني سابق ومدير كرة قدم حالي لنادي التقدم السعودي.

## روابط خارجية
- ماريوس باسيو على موقع الاتحاد الدولي (مؤرشف)  (الإنجليزية)
- ماريوس باسيو على موقع قاعدة بيانات كرة القدم.إي يو (الإنجليزية)